# Elig Nkouma II
Pour les articles homonymes, voir Elig.
Elig Nkouma II est une localité de la région du Centre au Cameroun, localisée dans la commune d'Obala et le département de la Lekié.

## Population
En 1965, Elig Nkouma II comptait 226 habitants, principalement des Eton.
Lors du recensement de 2005, ce nombre s'élevait à 262.